# Dawson (Pennsylvanie)
Pour les articles homonymes, voir Dawson.
Dawson est borough de l’État de Pennsylvanie dans le comté de Fayette aux États-Unis. Sa population est de 367 habitants en 2010.